# Dicrotendipes alsinensis
Dicrotendipes alsinensis är en tvåvingeart som först beskrevs av Analia C.Paggi 1975.  Dicrotendipes alsinensis ingår i släktet Dicrotendipes och familjen fjädermyggor. Inga underarter finns listade i Catalogue of Life.